# Инцидент с Фёлькнером
Инцидент с Фёлькнером (англ. Völkner incident) — убийство протестантского миссионера немецкого происхождения Карла Сильвия Фёлькнера в Новой Зеландии в 1865 году и последующая судебная ошибка правительства Новой Зеландии во время «Новозеландских земельных войн».

## История
Битва при Те Ранге 21 июня 1864 года была последним крупным столкновением в шестимесячном вооруженном конфликте в новозеландском заливе Пленти в начале 1864 года (кампания Тауранга) и считается фактическим концом боевых действий при вторжении на Уаикато. Состояние неустойчивого мира (отсутствия конфликта) длилось несколько месяцев. В этот период произошло два существенных изменения в положении воюющих сторон.
Движение Пай Марире (или Хаухау), синкретическая религиозная группа, набирало силу и обращало в свою веру местных аборигенов — маори Восточного побережья. Пай Марире зародилось в 1862 году как сочетание христианства и традиционных верований маори. Первоначально мирная ветвь, известная как Хаухау, стала агрессивной после того, как обнаружилось христианское лицемерие.
Тем временем британские императорские войска вели свою последнюю кампанию в Новой Зеландии, прежде чем были переведены на гарнизонную службу, а затем полностью покинули Новую Зеландию. В то же время колониальная милиция реорганизовывалась и перевооружалась.
Среди маори ходили слухи, что протестантский миссионер Карл Фёлькнер был правительственным шпионом, что он отправил губернатору Джорджу Грею план строения близ Те-Авамуту, где британские солдаты заживо сжигали женщин и детей, среди них были жена и две дочери Кереопы, в киотке, превращенной в церковь. Пай Марире (или Хаухау) прибыл в район Опотики залива Изобилия в феврале 1865 года. 2 марта, в один из своих отъездов, Фёлькнер обнаружил, что его община маори перешла из христианства в последователи Пай Марире (или Хаухау). Как и многие европейцы в изолированных общинах, Фёлькнер отправлял губернатору отчёты об антиправительственной деятельности маори. Хотя его предупредили не возвращаться к месту своей службы, Фёлькнер проигнорировал предупреждение и вернулся с миссионером Томасом Грейсом 1 марта 1865 года. Оба были схвачены, Фёлькнера судили и повесили члены его собственного прихода Вакатохи. Через час его вынули из петли и обезглавили. Утверждается, что Кереопа Те Рау, представитель народа хаухау, снова вошёл в церковь и провёл службу с головой Фёлькнера на кафедре рядом с ним. Также утверждалось, что он вырвал глаза мертвого миссионера и проглотил их. Один глаз якобы представлял парламент, а другой — королеву и британские законы. Известие об убийстве вызвало большую тревогу и гнев у пакеха.
Грейсу через несколько дней удалось сбежать.
Несколько месяцев ничего не происходило. Затем, в августе 1865 года, с падением Верароа Па, осада Пипирики была снята, положив конец этому этапу Второй Таранакской войны. Это высвободило связанные там военные силы.
В сентябре 1865 года наличные силы правительства Новой Зеландии численностью чуть более 500 человек были отправлены на корабле из Вангануи через пролив Кука вокруг Восточного мыса в Опотики. Войска состояли из четырёх рот ополченцев, отряда кавалерии и отряда воинов нгати-хау во главе с Те Кипа Те Рангививинуи. Они уже вместе сражались в Таранакской войне и имели историю успешного взаимодействия и взаимного уважения.
Высадка в Опотике оказалась сложной. Корабль сел на мель и попал под обстрел с берега. В конце концов он был брошен; милиция и команда вышли на берег. Другие корабли смогли высадить своих людей и снаряжение только днем позже.
Обосновавшись и прогнав снайперов, ополченцы заняли церковь, где был убит Фёлькнер. Некоторые ополченцы укрепили церковь, в то время как Те Кипа и его бойцы практиковали тактику выжженной земли в этом районе, отрезая врагу продовольствие, забирая то, что им было нужно, и уничтожая остальное. За исключением нескольких мушкетов, у хаухау с Восточного побережья не было современного оружия. Им было ясно дано понять, что военные действия будут продолжаться до тех пор, пока виновные в убийстве Фёлькнера не будут схвачены или выданы. Однако Кереопа, человек, которого они искали больше всего, скрылся в земли Тухо в горах Уревера и не собирался сдаваться.
К концу октября положение местных маори стало безнадёжным, более 20 их вождей сдались и были отправлены в Окленд для суда. Пятеро из них были приговорены к смертной казни и в следующем году были повешены. Большие земли были конфискованы в соответствии с Законом Новой Зеландии о поселениях 1863 года и проданы переселенцам.
В начале 1870-х годов уревера подверглись нападению правительственных войск в поисках Те Кути, и тухо были покорены. Они были вынуждены передать Кереопу Ропате Вахавахе. Он был признан виновным в убийстве и повешен 5 января 1872 года. Некоторым ключевым свидетелям был предоставлен иммунитет в обмен на их показания, а у Кереопы не было свидетелей защиты, поскольку правительство не оплачивала их транспортировку из Нейпира. Присяжным для вынесения вердикта понадобилось всего 15 минут. Иви Нгати Рангивевехи из Кереопы увидел в этом предвзятое и ошибочное суждение.
В 1993 году генеральный прокурор Дуг Грэм извинился перед Те Вакатохеа и реабилитировал Мокомоко, одного из повешенных вождей. В 1996 году правительство подписало соглашение о расторжении контракта. В этом она признала и извинилась за вину правительства за незаконное вторжение и конфискацию земель Те Вакатохеа и вытекающие из этого серьёзные экономические и культурные последствия для иви. В 1998 году правительство предложило Вакатохеа 40 миллионов новозеландских долларов в качестве компенсации по всем искам, включая претензии, связанные с инцидентом с Фёлькнером. Это предложение было отклонено. Те Вакатохеа продолжают вести переговоры с правительством. В 2003 году скалы Фёлькнер к северо-западу от Вакаари / Белый остров были переименованы в «Те Паепае Аотеа (Скалы Фёлькнер)».
Кереопа был посмертно помилован в 2014 году в рамках переговоров по искам в соответствии с Договором Вайтанги.